# فايتشي (ميزوري)
فايتشي (بالإنجليزية: Vichy)‏ هي إحدى المجتمعات الفردية (غير مصنفة) في ولاية ميزوري في الولايات المتحدة الأمريكية.